# Michael Czerny
Michael Felix Czerny, född 18 juli 1946 i Brno i dåvarande Tjeckoslovakien, är en tjeckiskfödd kanadensisk kardinal i Romersk-katolska kyrkan. 
Delar av hans släkt dödades i koncentrationsläger under andra världskriget. När han var två år flydde Czernys familj från Tjeckoslovakien till Kanada.
Czerny är jesuit och har arbetat i Latinamerika och Afrika. I Kenya grundade han African Jesuit AIDS Network. Han upphöjdes till kardinal 2019 av påve Franciskus.
Inför konklaven 2025 nämndes Czerny av flera som en möjlig efterträdare till påve Franciskus.